# Catamenia (genre)
Pour les articles homonymes, voir Catamenia.
Genre
Catamenia est un genre de passereaux de la famille des Thraupidae, bien que parfois encore classée parmi les Emberizidae.

## Liste d'espèces
Selon la classification de référence du Congrès ornithologique international (version 2.8, 2011) :
- Catamenia analis (Orbigny et Lafresnaye, 1837) – Cataménie maculée
- Catamenia inornata (Lafresnaye, 1847) – Cataménie terne
- Catamenia homochroa P. L. Sclater, 1859 – Cataménie du páramo